# 中国—巴布亚新几内亚关系

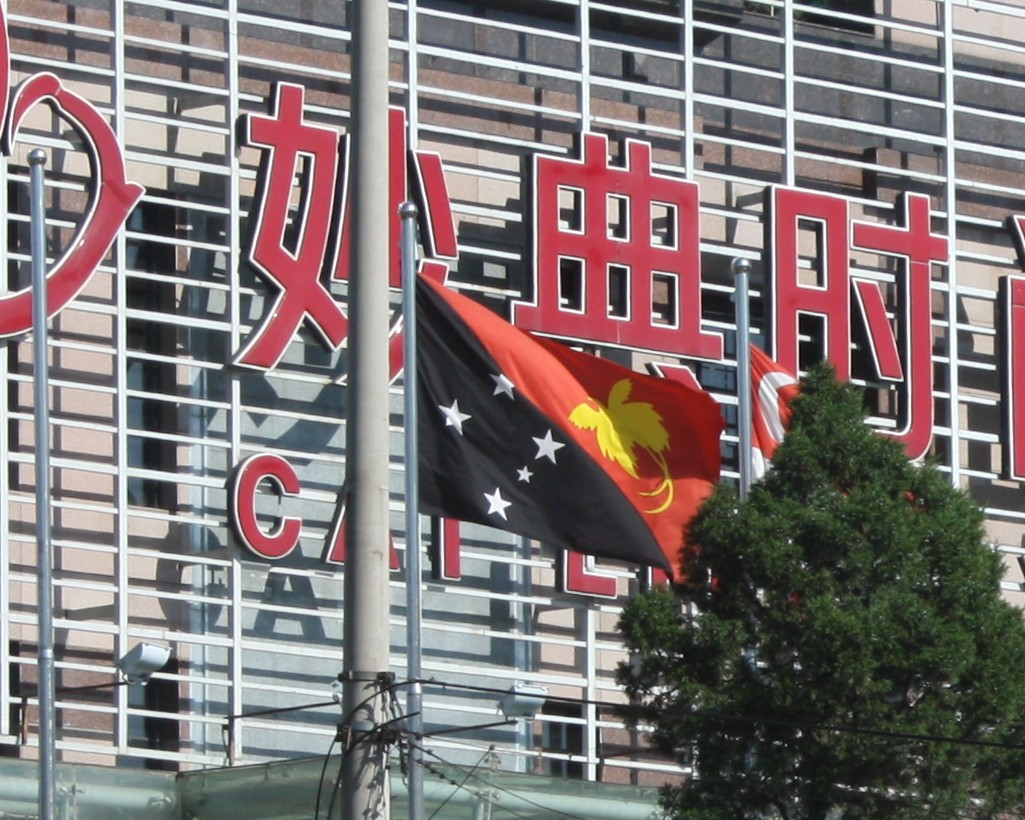
巴國旗飄揚在北京

中国—巴布亚新几内亚关系（英語：China–Papua New Guinea relations），是指巴布亞紐幾內亞獨立國和中華人民共和國之間的雙邊關係。巴布亞紐幾內亞在1975年9月16日巴布亞紐幾內亞宣布從澳洲獨立後，中國於1976年10月12日與之建交。兩國目前保持著經濟和軍事上的合作關係，而中國更在巴布亞新幾內亞大規模投資及提供援助。

## 背景
大洋洲一向是中華人民共和國和中華民國外交競爭的舞台：十個大洋洲國家承認中華人民共和國，四個國家則承認中華民國，這些數字令太平洋島嶼國家重新評估外交政策，偶爾轉向北京和台北一方。任何國家都不能同时承認兩個中國，要么承認中華人民共和國，要么承認中華民國，導致中華人民共和國與中華民國積極拉攏小型太平洋國家。
2003年，中華人民共和國宣布將加強與太平洋島嶼的外交關係，並增加了對它們的經濟援助；2006年，中國國務院總理溫家寶宣布中國將加強與太平洋島嶼國家的經濟合作，又指中國將提供更多經濟援助、取消欠發達國家的貨品出口關稅、取消這些國家的債務、免費發放抗瘧疾藥物及培訓政府官員和技術人員。

## 歷史與現狀
如同其他太平洋國家，巴布亞新幾內亞同時拉攏了北京和台北兩方，但只承認中華人民共和國。
1999年，巴布亞新幾內亞總理比爾·斯卡特政府承認了中華民國政權，但斯卡特失勢不足一個星期後，巴布亞新幾內亞重新承認中華人民共和國。2003年，中國在莫爾茲比港的使館公佈聲明，指兩國關係是互惠互利的，又重申台灣為中華人民共和國領土。
2003年7月，巴布亞新幾內亞總督訪問中國，再次重申巴布亞新幾內亞堅持“一個中國”的政策，又感謝中華人民共和國為他們提供援助。
2008年5月，中華民國外交部長黃志芳以超過一千九百萬歐元拉攏巴布亞新幾內亞，但拉攏失敗，且黃志芳被揭發涉嫌侵吞公款迫使黃志芳辭職。巴布亞新幾內亞外長阿巴爾薩姆隨後證實沒打算承認中華民國政權。幾天後，巴布亞新幾內亞宣佈其國防軍的成員將獲得由中华人民共和国提供的培訓，但傳統上巴布亞新幾內亞國防軍的訓練是由西方國家提供。

## 經貿關係
2022年中國和巴布亞新幾內亞雙邊貿易額達52.6億美元，同比增長30.8%。其中中國出口額14.3億美元，同比增長36.2%；中國進口額38.2億美元，同比增長28.6%。